# Édouard Crut
Édouard Crut (Neuilly-sur-Seine, 16 aprile 1901 – Marsiglia, 24 ottobre 1974) è stato un calciatore francese, di ruolo attaccante.

## Carriera

### Club
Vestì le maglie di Étoile Carouge, Saint-Mandé, Gallia Club, Olympique Marsiglia, Nizza, FAC Nizza e Cannes.

### Nazionale
Il 27 maggio del 1924, al suo esordio in Nazionale (ai Giochi Olimpici parigini), firmò una tripletta sulla Lettonia (7-0). Partecipò anche alla partita seguente contro l'Uruguay (1-5), senza reti. In totale conta 8 presenze e 6 reti in Nazionale.

## Statistiche

### Cronologia presenze e reti in Nazionale
| Cronologia completa delle presenze e delle reti in nazionale ― Francia | Cronologia completa delle presenze e delle reti in nazionale ― Francia | Cronologia completa delle presenze e delle reti in nazionale ― Francia | Cronologia completa delle presenze e delle reti in nazionale ― Francia | Cronologia completa delle presenze e delle reti in nazionale ― Francia | Cronologia completa delle presenze e delle reti in nazionale ― Francia | Cronologia completa delle presenze e delle reti in nazionale ― Francia | Cronologia completa delle presenze e delle reti in nazionale ― Francia |
| Data                                                                   | Città                                                                  | In casa                                                                | Risultato                                                              | Ospiti                                                                 | Competizione                                                           | Reti                                                                   | Note                                                                   |
| ---------------------------------------------------------------------- | ---------------------------------------------------------------------- | ---------------------------------------------------------------------- | ---------------------------------------------------------------------- | ---------------------------------------------------------------------- | ---------------------------------------------------------------------- | ---------------------------------------------------------------------- | ---------------------------------------------------------------------- |
| 27/05/1924                                                             | Saint-Ouen                                                             | Francia                                                                | 7 – 0                                                                  | Lettonia                                                               | Olimpiadi 1924 - Ottavi di finale                                      | 3                                                                      |                                                                        |
| 01/06/1924                                                             | Colombes                                                               | Francia                                                                | 1 – 5                                                                  | Uruguay                                                                | Olimpiadi 1924 - Quarti di finale                                      | -                                                                      |                                                                        |
| 04/06/1924                                                             | Le Havre                                                               | Francia                                                                | 0 – 1                                                                  | Ungheria                                                               | Amichevole                                                             | -                                                                      |                                                                        |
| 11/04/1926                                                             | Parigi                                                                 | Francia                                                                | 4 – 3                                                                  | Belgio                                                                 | Amichevole                                                             | 2                                                                      |                                                                        |
| 18/04/1926                                                             | Tolosa                                                                 | Francia                                                                | 4 – 2                                                                  | Portogallo                                                             | Amichevole                                                             | -                                                                      |                                                                        |
| 25/04/1926                                                             | Colombes                                                               | Francia                                                                | 1 – 0                                                                  | Svizzera                                                               | Amichevole                                                             | -                                                                      |                                                                        |
| 30/05/1926                                                             | Vienna                                                                 | Austria                                                                | 4 – 1                                                                  | Francia                                                                | Amichevole                                                             | 1                                                                      |                                                                        |
| 16/03/1927                                                             | Lisbona                                                                | Portogallo                                                             | 4 – 0                                                                  | Francia                                                                | Amichevole                                                             | -                                                                      |                                                                        |
| Totale                                                                 |                                                                        | Presenze                                                               | 8                                                                      |                                                                        | Reti                                                                   | 6                                                                      |                                                                        |

## Palmarès

### Club
- Coppa di Francia: 3

O. Marsiglia: 1923-1924, 1925-1926, 1926-1927